# Sergio Casas
Sergio Guillermo Casas (San Blas de los Sauces, Provincia de La Rioja, 19 de febrero de 1965) es un contador y político argentino, perteneciente al Frente para la Victoria, que resultó elegido Gobernador de la provincia de La Rioja, cargo que asumió el 10 de diciembre de 2015 en reemplazo de Luis Beder Herrera, de quien fue vicegobernador entre el año 2011 y el 2015.

## Biografía
Hijo primogénito de Guillermo Sebastián Casas —comerciante y político— y Nélida del Carmen Moreno de Casas, hermano de Fabio Domingo, Luis Alberto e Ivana del Carmen Casas.
Estudió la primaria en la Escuela N° 277 "Flaviano de la Colina", del pueblo de Schaqui.
Finaliza sus estudios secundario en el Colegio Pio XII, al año siguiente ingresa a estudiar ciencias económicas en la Universidad Nacional de La Rioja, y en su paso por dicha institución, integró la Juventud Universitaria Peronista (JUP) y llegó a ocupar el cargo de Secretario adjunto de la misma y tomó el cargo de Presidente del centro de estudiantes de Ciencias Económicas.[cita requerida]
El 24 de mayo de 1988, egresó de la Universidad Nacional de La Rioja de la Carrera de Contador Público.
Su primer trabajo como profesor de contabilidad y de organización contable fue en el mismo Colegio Pio XII, donde había realizado sus estudios secundarios.
En 1989 es nominado por la Juventud Peronista, para ocupar el cargo de Subsecretario de la Juventud hasta 1995.
En el 1993 asumió como Presidente del Consejo Federal de Organismo de Juventud a nivel Nacional, cargo que lo llevó a trabajar a la par de referentes políticos como Julián Domínguez, quien en ese entonces era Presidente del Instituto de la Juventud, bajo la presidencia de Carlos Saúl Menem.
Desde el 2003 a 2007 asume su tercer periodo como diputado Provincial y de 2007 a 2011 asume su último periodo como diputado Provincial. Más adelante, entre 2011 y 2015, se desempeñó como vicegobernador de Luis Beder Herrera. En ese año ganó las elecciones primarias en el Partido Justicialista local para ser gobernador, derrotando a los ministros Javier Tineo y Néstor Bosetti; Bosetti se convirtió en su candidato a vicegobernador. Fue elegido gobernador en julio de 2015 con el 53% de los votos. El candidato de la Unión Cívica Radical denunció fraude electoral, pero finalmente aceptó la victoria de Casas.
La provincia permite una reelección, pero como se desempeñó como vicegobernador y luego gobernador en dos mandatos consecutivos, no podrá postularse en 2019. Él reconoce tanto al exgobernador Beder Herrera como a la expresidenta Cristina Fernández de Kirchner como «líderes políticos».
Tuvo una reunión personal con Mauricio Macri poco después de que asumió el cargo. Casas recibió a los intendentes y legisladores de otros partidos políticos, para organizar acciones conjuntas en favor de la provincia. También anunció que iba a promover la producción de tomates. Durante su gestión se puso en marcha el consejo económico y social creado por la Constitución de la Provincia como espacio de debate de las políticas públicas. En cuanto a la obra pública se realizaron de 150 ejecuciones de infraestructura para la provincia, decena proyectos de generación de energía renovable, la ampliación del parque eólico y la instalación de dos parques solares y proyecto del rio Blanco; dos líneas de alta tensión (Villa Unión-Guandacol y Villa Unión-Vinchinay la ejecución de "una línea de alta tensión de 132 kW desde Chamical hasta Chepes. Se impulsó la ganadería con la implantación de 5 mil hectáreas de buffel grass, la ejecución de perforaciones para la creación de acueductos, la construcción de centros de acopio, de plantas de alimentos balanceados y de mataderos